# Lonban-Viertel
Lonban-Viertel (persisch محله لنبان Mahalle-ye Lonban, [mæhællɛ jɛ lonbɑn]) ist ein Stadtviertel im Nordwesten der iranischen Stadt Isfahan. Das alte Viertel liegt in der Nähe des Stadtzentrums. Eine der Hauptstraßen des Viertels ist Beheschti-Straße, die vor der Revolution Schapur genannt wurde. Die Lonban-Moschee aus der Safawiden-Ära befindet sich im Lonban-Viertel.